# Joselu
José Luís Sanmartín Mato, meglio conosciuto come Joselu (Stoccarda, 27 marzo 1990), è un calciatore spagnolo, attaccante dell'Al-Gharafa e della nazionale spagnola, con cui è stato campione d'Europa nel 2024.

## Biografia
Nato a Stoccarda in Germania, è cresciuto in Galizia, Spagna, dall'età di 4 anni.

## Caratteristiche tecniche
Centravanti d'area di rigore, dispone di buon fiuto del gol, si distingue per le sue abilità di possesso palla, inoltre come finalizzatore sfrutta bene entrambi i piedi quando calcia oltre a essere un bravo tiratore di testa, le sue abilità di posizionamento lo rendono un attaccante temibile dalla distanza ravvicinata. Joselu è abile a calciare anche su penalty.
Considerato un raro esempio di calciatore che, invece che nel periodo della gioventù, è riuscito a esprimere pienamente il proprio talento in età più avanzata.

## Carriera

### Club

#### Inizi: Celta Vigo e Real Madrid
Inizia a giocare a calcio nelle giovanili del Silleda, per poi passare nel vivaio del Celta Vigo. Milita nel Celta B, nella Segunda División B, la terza serie nazionale, e nel 2008-2009 esordisce in Segunda División con la prima squadra. Acquistato dal Real Madrid nell'estate del 2009, viene lasciato in prestito al Celta per un'altra stagione.
Nel 2010 passa al Real Madrid Castilla, con cui in due anni segna 33 gol in 67 partite in Segunda División B, laureandosi capocannoniere del torneo nel 2011-2012, anno in cui la squadra riserve del club madrileno ottiene la promozione in Segunda División. Il 21 maggio 2011, agli ordini di José Mourinho, esordisce in massima serie, entrando all'85' al posto di Karim Benzema e giocando l'ultimo spezzone della partita della 38ª giornata di campionato Real Madrid-Almería, in cui realizza il gol dell'8-1 finale. Il 20 dicembre 2011 disputa, in Coppa del Re, la sua seconda partita ufficiale, entrando anche questa volta al posto di Benzema e siglando il quarto gol su passaggio di José María Callejón nella gara vinta per 5-1 contro il Ponferradina.

#### Anni in Germania
Nel 2012-2013 viene ceduto all'Hoffenheim, con cui realizza 5 gol in 25 partite in Bundesliga.
Per la stagione 2013-2014 si accasa in prestito all'Eintracht Francoforte, compagine in cui mette a segno 14 reti in 33 presenze.
Dopo la buona annata a Francoforte, il 9 giugno 2014 viene ceduto a titolo definitivo all'Hannover 96, dove nella stagione seguente mette a referto 32 presenze e 10 gol.

#### Stoke City, prestito al Deportivo e Newcastle
Il 16 giugno 2015 viene acquistato dallo Stoke City per 8 milioni di euro.
Dopo appena un anno in Premier League, in cui non ha trovato molto spazio, torna in patria, giocando in prestito per il Deportivo La Coruña.
Finito il prestito, nell'estate del 2017 torna in Premier League, trasferendosi a titolo definitivo al Newcastle Utd, del quale veste la maglia per due stagioni senza trovare molto spazio e con un rendimento al di sotto delle attese.

#### Alavés ed Espanyol
Nell'estate del 2019 ritorna in Spagna, firmando per l'Alavés. Con il club basco ritrova la vena realizzativa, mettendo a segno 36 gol in 110 partite di massima serie, di cui uno nella vittoria per 1-2 al Bernabéu del 28 novembre 2020 contro il Real Madrid, primo successo dell'Alavés in casa dei blancos dal maggio 2000.
Il 27 giugno 2022 viene ufficializzato il suo trasferimento all'Espanyol, dove realizza 16 gol in un campionato che vede i catalani retrocedere in Segunda División.

#### Ritorno al Real Madrid
Il 19 giugno 2023 si trasferisce al Real Madrid con la formula del prestito oneroso per mezzo milione di euro, con diritto di riscatto fissato a 1,5 milioni di euro. Nel corso della stagione lui è il centravanti di riserva dei madrileni, ma ciononostante trova in più occasioni la via del gol sia in campionato che nelle coppe; Vince la Champions League dove va a segno nella fase a gironi nel successo contro il Napoli (4-2), mentre successivamente ha realizzato una doppietta nella gara vinta per 3-2 l'Union Berlino; realizza poi un'altra doppietta nella semifinale vinta 2-1 contro il Bayern Monaco, consentendo ai blancos di rimontare lo svantaggio e di andare in finale.

#### Al-Gharafa
Il 28 giugno 2024, vengono annunciati il suo riscatto da parte del Real, e la sua contestuale cessione a titolo definitivo all'Al-Gharafa, nella massima serie qatariota.

### Nazionale
Dopo aver vestito la maglia della nazionale spagnola Under-19 e della nazionale Under-20, dal 2009 al 2010 è stato nel giro della nazionale Under-21, collezionando 4 presenze e segnando una rete nella gara contro i pari età della Polonia in una gara valida per le qualificazioni al campionato europeo di calcio Under-21 2011, che vide la Spagna vincitrice. Non è stato poi convocato per la fase finale.
Nel marzo del 2023 è stato convocato per la prima volta in nazionale maggiore, in vista delle partite di qualificazione al campionato europeo del 2024 contro Norvegia e Scozia. Il 25 marzo ha esordito con la Roja sostituendo Álvaro Morata all'81º minuto di gioco della sfida contro la Norvegia e ha segnato una doppietta in due minuti (84' e 85'), sancendo così il 3-0 finale. Vince la UEFA Nations League, il 15 giugno decide la semifinale contro l'Italia, segnando il gol della vittoria per 2-1 all'88' dopo essere entrato in campo da pochi minuti.
Il 7 giugno 2024 viene incluso nella lista dei convocati per Euro 2024. Il 14 luglio 2024, dopo un gran cammino con la nazionale spagnola, vince per 2-1 la finale contro l'Inghilterra, laureandosi campione di Europa.

## Statistiche

### Presenze e reti nei club
Statistiche aggiornate al 19 febbraio 2025.
| Stagione                | Squadra                 | Campionato              | Campionato | Campionato | Coppe nazionali | Coppe nazionali | Coppe nazionali | Coppe continentali | Coppe continentali | Coppe continentali | Altre coppe | Altre coppe | Altre coppe | Totale | Totale |
| Stagione                | Squadra                 | Comp                    | Pres       | Reti       | Comp            | Pres            | Reti            | Comp               | Pres               | Reti               | Comp        | Pres        | Reti        | Pres   | Reti   |
| ----------------------- | ----------------------- | ----------------------- | ---------- | ---------- | --------------- | --------------- | --------------- | ------------------ | ------------------ | ------------------ | ----------- | ----------- | ----------- | ------ | ------ |
| 2010-2011               | Real M. Castilla        | SDB                     | 34+2       | 14         | -               | -               | -               | -                  | -                  | -                  | -           | -           | -           | 36     | 14     |
| 2011-2012               | Real M. Castilla        | SDB                     | 33+4       | 19+7       | -               | -               | -               | -                  | -                  | -                  | -           | -           | -           | 37     | 26     |
| Totale Real M. Castilla | Totale Real M. Castilla | Totale Real M. Castilla | 67+6       | 33+7       |                 | -               | -               |                    | -                  | -                  |             | -           | -           | 73     | 40     |
| 2010-2011               | Real Madrid             | PD                      | 1          | 1          | CR              | 0               | 0               | UCL                | 0                  | 0                  | -           | -           | -           | 1      | 1      |
| 2011-2012               | Real Madrid             | PD                      | 0          | 0          | CR              | 1               | 1               | UCL                | 0                  | 0                  | SS          | 0           | 0           | 1      | 1      |
| 2012-2013               | Hoffenheim              | BL                      | 25         | 5          | CG              | 0               | 0               | -                  | -                  | -                  | -           | -           | -           | 25     | 5      |
| 2013-2014               | Eintracht Francoforte   | BL                      | 24         | 9          | CG              | 2               | 4               | UEL                | 7                  | 1                  | -           | -           | -           | 33     | 14     |
| 2014-2015               | Hannover 96             | BL                      | 30         | 8          | CG              | 2               | 2               | -                  | -                  | -                  | -           | -           | -           | 32     | 10     |
| 2015-2016               | Stoke City              | PL                      | 22         | 4          | FACup+CdL       | 2+3             | 0               | -                  | -                  | -                  | -           | -           | -           | 27     | 4      |
| 2016-2017               | Deportivo               | PD                      | 20         | 5          | CR              | 4               | 1               | -                  | -                  | -                  | -           | -           | -           | 24     | 6      |
| 2017-2018               | Newcastle Utd           | PL                      | 30         | 4          | FACup+CdL       | 1+1             | 0               | -                  | -                  | -                  | -           | -           | -           | 32     | 4      |
| 2018-2019               | Newcastle Utd           | PL                      | 16         | 2          | FACup+CdL       | 3+1             | 1+0             | -                  | -                  | -                  | -           | -           | -           | 20     | 3      |
| Totale Newcastle        | Totale Newcastle        | Totale Newcastle        | 46         | 6          |                 | 6               | 1               |                    | -                  | -                  |             | -           | -           | 52     | 7      |
| 2019-2020               | Alavés                  | PD                      | 36         | 11         | CR              | 1               | 0               | -                  | -                  | -                  | -           | -           | -           | 37     | 11     |
| 2020-2021               | Alavés                  | PD                      | 37         | 11         | CR              | 1               | 0               | -                  | -                  | -                  | -           | -           | -           | 38     | 11     |
| 2021-2022               | Alavés                  | PD                      | 37         | 14         | CR              | 1               | 0               | -                  | -                  | -                  | -           | -           | -           | 38     | 14     |
| Totale Alavés           | Totale Alavés           | Totale Alavés           | 110        | 36         |                 | 3               | 0               |                    |                    |                    |             |             |             | 113    | 36     |
| 2022-2023               | Espanyol                | PD                      | 34         | 16         | CR              | 4               | 1               | -                  | -                  | -                  | -           | -           | -           | 38     | 17     |
| 2023-2024               | Real Madrid             | PD                      | 34         | 10         | CR              | 2               | 2               | UCL                | 10                 | 5                  | SS          | 2           | 1           | 48     | 18     |
| Totale Real Madrid      | Totale Real Madrid      | Totale Real Madrid      | 35         | 11         |                 | 3               | 3               |                    | 10                 | 5                  |             | 2           | 1           | 50     | 20     |
| 2024-2025               | Al-Gharafa              | QSL                     | 16         | 7          | QSC+EQC         | 0+0             | 0+0             | ACL                | 9                  | 4                  | CQ          | 0           | 0           | 25     | 11     |
| Totale carriera         | Totale carriera         | Totale carriera         | 435        | 147        |                 | 29              | 12              |                    | 19                 | 9                  |             | 2           | 1           | 485    | 169    |

### Cronologia presenze e reti in nazionale
| Cronologia completa delle presenze e delle reti in nazionale ― Spagna | Cronologia completa delle presenze e delle reti in nazionale ― Spagna | Cronologia completa delle presenze e delle reti in nazionale ― Spagna | Cronologia completa delle presenze e delle reti in nazionale ― Spagna | Cronologia completa delle presenze e delle reti in nazionale ― Spagna | Cronologia completa delle presenze e delle reti in nazionale ― Spagna | Cronologia completa delle presenze e delle reti in nazionale ― Spagna | Cronologia completa delle presenze e delle reti in nazionale ― Spagna |
| Data                                                                  | Città                                                                 | In casa                                                               | Risultato                                                             | Ospiti                                                                | Competizione                                                          | Reti                                                                  | Note                                                                  |
| --------------------------------------------------------------------- | --------------------------------------------------------------------- | --------------------------------------------------------------------- | --------------------------------------------------------------------- | --------------------------------------------------------------------- | --------------------------------------------------------------------- | --------------------------------------------------------------------- | --------------------------------------------------------------------- |
| 25-3-2023                                                             | Malaga                                                                | Spagna                                                                | 3 – 0                                                                 | Norvegia                                                              | Qual. Euro 2024                                                       | 2                                                                     | 81’                                                                   |
| 28-3-2023                                                             | Glasgow                                                               | Scozia                                                                | 2 – 0                                                                 | Spagna                                                                | Qual. Euro 2024                                                       | -                                                                     | 67’                                                                   |
| 15-6-2023                                                             | Enschede                                                              | Spagna                                                                | 2 – 1                                                                 | Italia                                                                | UEFA Nations League 2022-2023 - Semifinale                            | 1                                                                     | 84’                                                                   |
| 18-6-2023                                                             | Rotterdam                                                             | Croazia                                                               | 0 – 0 dts (4 – 5 dtr)                                                 | Spagna                                                                | UEFA Nations League 2022-2023 - Finale                                | -                                                                     | 66’                                                                   |
| 8-9-2023                                                              | Tbilisi                                                               | Georgia                                                               | 1 – 7                                                                 | Spagna                                                                | Qual. Euro 2024                                                       | -                                                                     | 72’                                                                   |
| 12-9-2023                                                             | Granada                                                               | Spagna                                                                | 6 – 0                                                                 | Cipro                                                                 | Qual. Euro 2024                                                       | 1                                                                     | 46’                                                                   |
| 12-10-2023                                                            | Siviglia                                                              | Spagna                                                                | 2 – 0                                                                 | Scozia                                                                | Qual. Euro 2024                                                       | -                                                                     | 85’                                                                   |
| 15-10-2023                                                            | Oslo                                                                  | Norvegia                                                              | 0 – 1                                                                 | Spagna                                                                | Qual. Euro 2024                                                       | -                                                                     | 89’                                                                   |
| 16-11-2023                                                            | Limassol                                                              | Cipro                                                                 | 1 – 3                                                                 | Spagna                                                                | Qual. Euro 2024                                                       | 1                                                                     |                                                                       |
| 22-3-2024                                                             | Londra                                                                | Spagna                                                                | 0 – 1                                                                 | Colombia                                                              | Amichevole                                                            | -                                                                     | 61’                                                                   |
| 8-6-2024                                                              | Palma di Maiorca                                                      | Spagna                                                                | 5 – 1                                                                 | Irlanda del Nord                                                      | Amichevole                                                            | -                                                                     | 72’                                                                   |
| 24-6-2024                                                             | Düsseldorf                                                            | Albania                                                               | 0 – 1                                                                 | Spagna                                                                | Euro 2024 - 1º turno                                                  | -                                                                     | 71’                                                                   |
| 5-7-2024                                                              | Stoccarda                                                             | Spagna                                                                | 2 – 1 dts                                                             | Germania                                                              | Euro 2024 - Quarti di finale                                          | -                                                                     | 102’                                                                  |
| 5-9-2024                                                              | Belgrado                                                              | Serbia                                                                | 0 – 0                                                                 | Spagna                                                                | UEFA Nations League 2024-2025 - 1º turno                              | -                                                                     | 82’                                                                   |
| 8-9-2024                                                              | Ginevra                                                               | Svizzera                                                              | 1 – 4                                                                 | Spagna                                                                | UEFA Nations League 2024-2025 - 1º turno                              | 1                                                                     |                                                                       |
| 12-10-2024                                                            | Murcia                                                                | Spagna                                                                | 1 – 0                                                                 | Danimarca                                                             | UEFA Nations League 2024-2025 - 1º turno                              | -                                                                     | 78’                                                                   |
| 15-10-2024                                                            | Cordova                                                               | Spagna                                                                | 3 – 0                                                                 | Serbia                                                                | UEFA Nations League 2024-2025 - 1º turno                              | -                                                                     | 78’                                                                   |
| Totale                                                                |                                                                       | Presenze                                                              | 17                                                                    |                                                                       | Reti                                                                  | 6                                                                     |                                                                       |

## Palmarès

### Club

#### Competizioni nazionali
- Supercoppa di Spagna: 1

Real Madrid: 2024
- Campionato spagnolo: 1

Real Madrid: 2023-2024
- Coppa dell'Emiro del Qatar: 1

Al-Gharafa: 2025

#### Competizioni internazionali
- UEFA Champions League: 1

Real Madrid: 2023-2024

### Nazionale
- UEFA Nations League: 1

2022-2023
- Campionato d'Europa: 1

Germania 2024

### Individuale
- Trofeo Zarra: 1

2022-2023